# François-Xavier Robadey

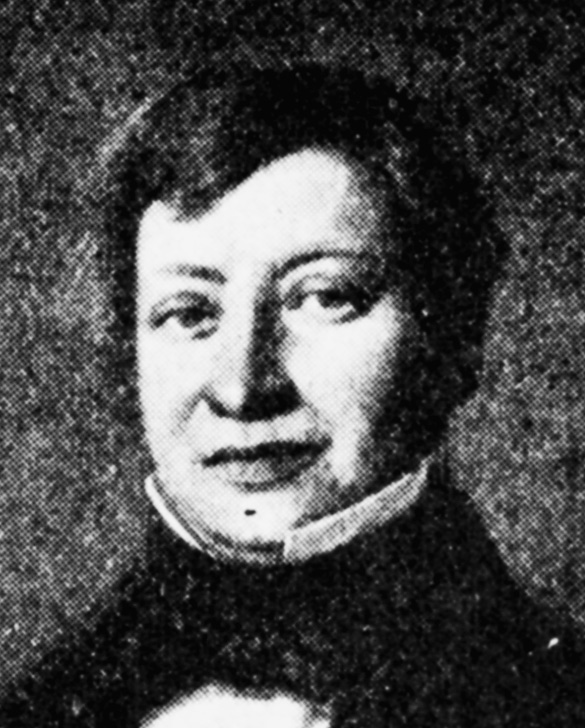
Francois-Xavier Robadey

François-Xavier Robadey (* 6. Mai 1804 in Romont; † 3. Mai 1877 ebenda) war ein Schweizer Politiker und Staatsrat des Kantons Freiburg.

## Leben
Robadey, der Sohn von Xavier Robadey, Apotheker, und Marguerite geb. Genilloud, war katholisch und heiratete 1830 Marie Clément. Ihr gemeinsamer Sohn Louis war Apotheker in Romont FR, Gemeinderat dieser Stadt (1870–1897) und konservativer Grossrat (1876–1897).
Im November 1847 war Robadey Mitglied der provisorischen Regierung, in der er bis zum 8. März 1848, als der Grosse Rat mit deutlicher radikaler Mehrheit die sieben Mitglieder des Staatsrats wählte, die Finanzdirektion leitete. Er wurde mit 56 von 62 Stimmen an sechster Stelle gewählt, lehnte jedoch das Mandat ab. Zum Oberamtmann des Glanebezirks ernannt, übte er dieses Amt von 1848 bis 1857 aus. Von 1848 bis 1856 sass er zudem im Grossen Rat.
Nach seinem Rückzug aus der Politik 1857 widmete er sich der Apotheke seiner Familie im Freiburgischen Romont.